# ジェイミー・フレイリーの失踪
ジェイミー・フレイリーの失踪（ジェイミー・フレイリーのしっそう、英語: Disappearance of Jamie Fraley）とは2008年にアメリカ合衆国・ノースカロライナ州で発生した、当時22歳の女性ジェイミー・フレイリーの失踪事件。未解決である。
2008年4月8日の深夜に、ノースカロライナ州ガストニアのジェイミー・フレイリー（Jamie Fraley、1986年3月5日生）は、ウィルス性の胃腸炎のせいでこの24時間で3度目の病院に行くことになるという話を電話で友人にしていた。誰が病院まで送っていくのかと聞かれたフレイリーは、別の友人とだけ答えてそれ以上は口をつぐんだ。彼女は、これ以降行方不明である。数日後に彼女の携帯電話が見つかったが、その行方に関する有益な情報をもたらすものではなかった。
警察ははじめフレイリーが犯罪に巻き込まれたものと考え、婚約者の父親であるリッキー・シモンズ・シニアに容疑を絞った。シモンズ・シニアは彼女と同じアパートに住んでいたのである。さらにこの日の別の時間帯に彼女を病院に送っており、1980年代には当時のガールフレンドを絞殺し、殺人罪で服役した過去を持っていた。しかし彼に対する捜査は2か月後に打ち切られてしまった。容疑者のまま熱中症で亡くなったのである。彼は元ガールフレンドの車のトランクから死体で見つかった。
2015年にはある服役中の囚人がフレイリーを殺したことを告白したが、この男はフレイリーが失踪した当日は獄中にいた。捜査は継続中であり、2012年にこの事件は、犯罪ドキュメンタリー番組の『ディサピアード』で取り上げられた。

## 背景
生まれも育ちもノースカロライナ州ガストン郡のフレイリーは、若いころから不安障害と双極性障害を抱えていた。2000年代の後半には服薬のおかげで症状はだいぶ軽くなっていて、パートタイム・スチューデント〔事情が認められてごく少ない授業だけ履修する学生〕としてガストン・カレッジに通うようになった。家族によれば、将来は薬物乱用を防ぐメンタルヘルス・カウンセラーを目指していたという。
リッキー・シモンズ・ジュニアとの交際を始めたのは2006年からである。フレイリーの家族によれば、彼女は交際相手に夢中であり、2人は間もなく婚約をかわした。しかしシモンズは素行に問題があり、若いころに軽犯罪で何度か逮捕されただけでなく、2007年のはじめには窃盗により州刑務所に15ヵ月の懲役刑を言い渡された。フレイリーは恋人が服役中も面会に通い、付き合いをやめなかった。

## 失踪
2008年4月7日、フレイリーはウィルス性の胃腸炎にかかった。症状は重く、彼女はこの日は2度も地元の病院で診てもらわねばならなかった。運転免許を持っていなかったので、病院への送り迎えは、ソーシャル・ワーカーや友人、家族に頼っていた。
最初の病院から戻った後で友人の1人がやってきて、彼女が付き添いに連れていた犬を預かっていき、地元の薬局に処方箋の薬を買いにいった。彼女はそれからもう一度病院に行った。服役中の婚約者の父であるリッキー・シモンズ・シニアが同じアパートに住んでおり、そこで設備メンテナンスの仕事をしていたが、彼がフレイリーを病院に連れて行き、帰りは近所の別の人が家まで送った。午前0時ごろにフレイリーはさっきよりも症状が酷くなっていて、もう一度病院に行く必要があると感じ、母親に電話をかけてそのことを伝えた。日付のかわった午前1時30分には、アルベマールに住む友人に電話をかけて、病院に戻ることを伝えている。フレイリーが誰かが車で来たことに気づいた様子をみせた直後に電話は終わった。その誰かのことをフレイリーは「彼」が来た、と表現していた。
結局フレイリーが3度目の受診をすることはなかった。深夜の電話だけでは、彼女が現在どこにいるのかについて調べることはできなかった。

## 捜査
次の日の大事な予定をフレイリーが守らなかったので、家族が安否を気にしてローウェル・ベセスダ・ロードにある彼女のアパートを訪れたが、そこには誰もいなかった。ドアには鍵がかかっていた。部屋の中には、財布、ハンドバッグ、鍵、身分証がそのままになっていたが、携帯電話はみあたらなかった。そのほかに無くなっているものはなかった。争いのあった形跡もないので、どこに出かけたにせよ自分の意志によるものだという結論にその場ではなった。しかし行くあてのありそうな場所を方々あたっても娘が見つからなかったので、警察に通報して失踪事件として扱ってもらうことにした。
ガストン郡警察はこの事件の捜査に全力を挙げ、動員可能な捜査員をすべて投入し、そのうちの3人を選任であたらせた。さらに州警察と連邦捜査局(FBI)にも応援を依頼した。「失踪事件をここまで徹底的に捜査するケースは初めてみた」と主任刑事〔chief detective〕のクリスティー・ローニーは語っている。フレイリーが失踪して2日後、彼女のアパートから約1マイル（1.6キロメートル）のところにある交差点で彼女の携帯電話が見つかった。
警察の管理下に置かれるまでにこの電話を操作した人間は数えきれず、例えば表面から採取可能な指紋についても、証拠としては有効であるとは言い難かった。通話記録を調べると、午前4時30分に複数の履歴が確認できた。しかし、これは彼女がその前にかけた電話番号のリストと重複しており、失踪につながる情報ではないことがわかった。午前5時には着信があったが、誰からかかってきたものかは不明だった。

### リッキー・シモンズ・シニア
婚約者であるリッキー・シモンズ・ジュニアは、フレイリーの失踪当時にまだ服役中だったため容疑者から外れ、すぐにその父親であるリッキー・シモンズ・シニアが捜査の中心になった。この父親にも犯罪歴があった。1980年代にガールフレンドを絞殺し、殺人罪で6年の懲役刑を受けていたのである。
シモンズ・シニアはフレイリーと同じアパート（まさにドアを2つはさんだ部屋だった）に住んでいて、設備メンテナンスの仕事をしていた。失踪当日に2度目の受診をしたときに病院まで送っていった人物であり、すなわちこの日彼女を最後に見た人間の1人でもある。そして報道によれば、彼はフレイリーに夢中だった。彼はウソ発見器の使用を拒否している。
しかしフレイリーが失踪してから2ヵ月後、シモンズ・シニアが死亡したために彼に対する捜査は打ち切られてしまった。6月7日、キム・スプリンガーという女性が自分の車から嫌な臭いがすることに気づく。この女性は、シモンズ・シニアの元ガールフレンドで、少し前に彼に対する保護命令が認められていた。この悪臭が消えなかったので、翌日スプリンガーが車のトランクを開けると、中からシモンズ・シニアの遺体が見つかった。警察の調べにより、スプリンガーの鍵をそっくり持っていることがわかった。1週間前に彼女の車に置いてあったハンドバッグが盗難にあっていたのである。死因は、偶発的な熱中症であると診断された。現地では90 °F (32 °C)を超える暑い日が続いていた。
シモンズ・シニアはこの鍵を使ってトランクに隠れ、スプリンガーを待ち伏せしてどこかのタイミングで襲おうとしたのだと警察は判断した。出るときは緊急用のラッチを外してトランクを開けるつもりだったのだろうが、熱疲労が始まったことでパニックに陥り、開け方を忘れてしまってトランクから出られずに亡くなった、というのはあり得ることだった。シモンズ・シニアの死亡により捜査が終了した後で、警察はフレイリーの失踪については彼が容疑者であったと考えているが、事件としては未解決のままだとメディアに語った。
フレイリーの家族もシモンズの家族も、彼が事件に関する重要な情報を握ったまま亡くなったと考えている。母親であるキムは彼女なりに警察の捜査に協力していたが、息子の死に様について知ったときは涙を流したと語っている。
母親によれば、息子は「何かを隠しているけれど、もうそれが何かを聞くことはできない」。服役を終えていたリッキー・シモンズ・ジュニアは、父親が友人以上の存在だったと表現していたが、彼もフレイリーに何が起こったのか父は知っていたはずだと語っている。しかし、それ以上に異常な状況が連鎖していてそれを考えるどころではなかったという。「まず自分の婚約者が失踪する、それから親父がトランクによじ上って、その中で死んだ？意味がわかるやつなんているの？」と彼は地元のテレビ局に語っている。

### 2015年の告白
2015年、当時、誘拐により連邦刑務所に服役中であったジェリー・ケースがフレイリーの失踪について証言をおこなった。しかし彼は当時服役中だった。
この告白を行ったとき、ケースは1985年にガストン郡で起こった殺人事件の審理中であった（この事件も2012年に彼がガストン・ガゼット紙に送った手紙の中で告白したものだった）。2015年にケースは同紙にもう1通の手紙を送って、フレイリーともう1人地元の女性を殺したことを明かした。それによれば、その女性の家で発砲後に殺害し、同じ年に後から放火したのだという。「これは告白としては二番煎じ、三番煎じだというかもしれませんが」と彼は書いている。
検察はこの告白をあり得ないとして即座に退けた。フレイリーの失踪当日にケースは服役中だったからである（もっとも数週間後には釈放されていたが）し、彼が語った詳細は、すべて報道などで知られていた事柄ばかりだったからである。わずかに現実味のある、もう1人の女性を殺害したという点についても、ケースが事件の発生時点では自由の身であったにもかかわらず、信用されることはなかった。